# Malcolm Tod
Malcolm Tod (né le 10 mars 1897 à Winshill, Burton-upon-Trent, Staffordshire, mort le 1er juillet 1968 à Pitlochry, Perth and Kinross) est un acteur britannique de l'ére du cinéma muet.
Il s'est produit dans des films allemands comme L'Image (Das Bildnis) et des films français comme Rue de la Paix.

## Filmographie partielle
- 1921 : Corinthian Jack
- 1922 : The Bruce Partington Plans de George Ridgwell
- 1922 : The Crimson Circle de George Ridgwell
- 1923 : L'Image (Das Bildnis) de Jacques Feyder
- 1925 : Le Puits de Jacob d'Edward José
- 1926 : Le Berceau de Dieu de Fred Leroy-Granville
- 1927 : André Cornélis de Jean Kemm
- 1927 : Rue de la Paix de Henri Diamant-Berger
- 1928 : Mon Paris
- 1929 : After the Verdict